# Wang Bit-na
Wang Bit-na (15 d'abril de 1981) és una actriu sud-coreana. És coneguda per interpretar a Bu-yong en el popular drama històric Hwang Jini.
El 2007 es va casar amb el golfista Jung Seung-woo, amb qui va tenir el seu primer fill el 2009 i el seu segon fill en el 2014. No obstant això més tard la parella es va divorciar el 2018, després d'onze anys junts.

## Filmografia

### Sèries de televisió
- First Love Again (KBS2, 2016-2017)
- Sweet Stranger and Me (KBS2, 2016)
- Five Children (KBS2, 2016)
- Wife Scandal - The Wind Rises (TV Chosun, 2014) (ep 2: "Foolish Love")
- Cunning Single Lady (MBC, 2014) (cameo, ep 2)
- Two Women's Room (SBS, 2013)
- Ugly Alert (SBS, 2013) (cameo, ep 1)
- Ohlala Couple (KBS2, 2012) (cameo)
- The Sons (MBC, 2012)
- Still You (SBS, 2012)
- Ca Love Become Money? (MBN, 2012)
- Midnight Hospital (MBC, 2011)
- I Trusted Him (MBC, 2011)
- Kim Su-ro, The Iron King (MBC, 2010)
- The Woman Who Still Wants to Marry (MBC, 2010)
- Chunja's Happy Events (MBC, 2008)
- Fly High (SBS, 2007)
- Merry Mary (MBC, 2007)
- Hwang Jini (KBS2, 2006)
- My Lovely Fool (SBS, 2006)
- Dear Heaven (SBS, 2005)
- Love and Sympathy (SBS, 2005)
- Little Women (SBS, 2004)
- She is Cool (KBS2, 2003)
- Snowman (MBC, 2003)

### Cinema
- Love Copyright (2015)
- Cello (2005)
- Romantic Assassins (2003)
- 2424 (2002)
- Run to You (2002)

### Presentadora
| Any  | Títol                       | Notes           |
| ---- | --------------------------- | --------------- |
| 2019 | Soribada Best K-Music Award | co-presentadora |